# Американська комісія для мирних переговорів
Американська комісія для мирних переговорів (англ. American Commission to Negotiate Peace) — комісія-наступниця дослідницької групи «Інкваєрі», брала участь у Паризькій мирній конференції.
На чолі комісії був — Френк Лайон Полк (1871—1973), відомий американський юрист.

## Члени комісії
- Клайв Дей — американський професор та дослідник економічної історії, Університет Каліфорнії
- Дональд Пейдж Фрері, американський професор Єльського університету, експерт з міжнародних відносин, письменник. Був секретарем Едварда Хауса.
- Едвард Мандел Хаус — американський дипломат, політик, радник президента Вільсона у питаннях зовнішньої політики.
- Венс К. МакКормік — американський політик та бізнесмен з Харісбурга, штат Пенсильванія.
- Сідней Едвард Мезес — американський філософ та професор коледжу, колишній президент Сіті Коледж в Нью-Йорку
- Чарлз Сеймур — американський професор Єльського університету.
- Вільян Лінн Вестерман — згодом професор Університету Вісконсину, потім викладач у Корнеллі та Коламбії. Став президентом Американської історичної асоціації. На конференції відповідав за питання політики щодо Близького Сходу.